# Juan Bautista Pérez Rubert
Juan Bautista Pérez Rubert (Valencia, c. 1537 - ib., 8 de diciembre de 1597) fue un eclesiástico y erudito español.

## Biografía
Hijo de Antonio Pérez (m. 1557), natural de Allepuz, sastre de profesión, y de Catalina Rubert (m. 1577), natural de Cabra, estudió teología y derecho canónico, hebreo, griego y árabe en la universidad de Valencia, en la que también fue profesor de hebreo.
Su reputación como estudioso le hizo ganar el patrocinio del arzobispo Martín Pérez de Ayala, pero muerto éste en 1566, Pérez marchó a Madrid, donde se encargó de la educación de los hijos de un Protonotario del Consejo de Aragón; allí trabó contacto con el obispo de Cuenca e inquisidor general Gaspar de Quiroga y Vela, que le empleó en la recopilación de concilios que el papa Gregorio XIII le había encomendado. Bajo el amparo de Quiroga fue beneficiado de las iglesias de Huete, Portalrubio y Alcañiz, y cuando el obispo ascendió en 1577 a cardenal y arzobispo de Toledo, Pérez sentó plaza como canónigo obrero y bibliotecario de la catedral toledana. 
En 1591 Felipe II lo presentó al obispado de Segorbe, en el que se mantuvo hasta su muerte ocurrida en 1597.
Además de sus aportes en la recopilación de concilios dejó escritas varias obras, la mayoría de las cuales siguen inéditas, entre las que destaca un diccionario árabe-hebreo-griego.
También tuvo una participación importante en desmentir la autenticidad del pergamino de la torre Turpiana los plomos del Sacromonte encontrados entre 1588 y 1597 o la de los falsos cronicones de Jerónimo Román de la Higuera, que por aquellas fechas componía los atribuidos a Flavio Lucio Dextro y Marco Máximo.